# Казка (парк)
Парк «Казка» — парк в місті Суми, розташований між річками Псел і Сумка.

## Історія
Збудований у 1985 році на честь 40-річчя перемоги СРСР в німецько-радянській війні. Його площа становить близько 12 га.
Протягом декількох років «Казка» вважалася одним з найкращих парків подібного типу в СРСР, була гордістю і окрасою міста Суми. Парк часто зображували на радянських листівках.
До середини 1990-х років парк прикрашали дерев'яні споруди (фортеця, альтанка, ворота, адмінбудівля) спроєктовані Миколою Саєнком, у 1990-х роках споруди через занедбаність майже зруйнувалися, а потім згоріли.
У 2007 році парк хотіли закрити, але міською владою було прийнято рішення про відновлення і реконструкцію парку.
В квітні 2021 року з'явився новий проєкт по реконструкції парка «Казка». До його обговорення було запропоновано долучитися місцевим жителям. Проєкт не обійшовся без критики.

## Світлини

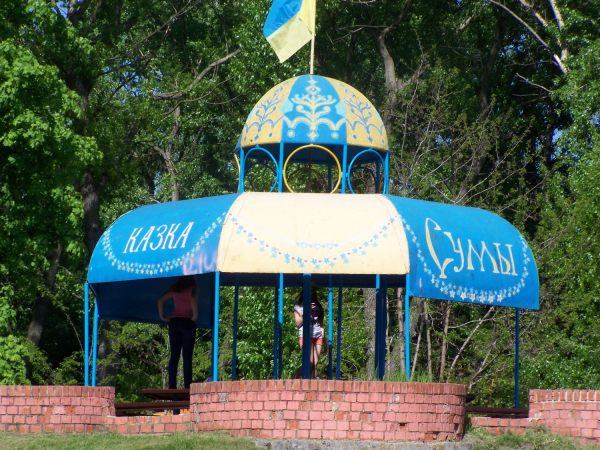
Сквер
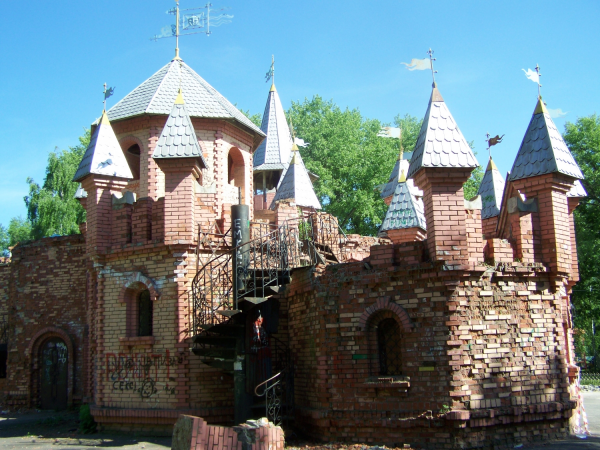
Маєток